# Räuschling
Räuschling ist eine alte Weißweinsorte, die früher in der östlichen Schweiz, in Deutschland und im Elsass weit verbreitet war. Der (früher) eher saure Räuschling wurde bereits im Jahr 1550 von Hieronymus Bock unter dem Namen drutsch erwähnt. Eine erstmalige Erwähnung des Wortes Reuschling findet sich in der Weingartordnung von Philipp Ernst zu Hohenlohe-Neuenstein des Jahres 1614. In den letzten Jahrzehnten wurde sie jedoch häufig durch den fruchtbareren und früh reifenden Müller-Thurgau ersetzt.
Noch heute vorhandene Anbaugebiete (nur wenige Hektar) finden sich am Zürichsee, am Cholfirst (Uhwiesen, Benken und Flurlingen), in der Region Winterthur und Eglisau sowie in der nordöstlichen Schweiz. Im Jahr 2007 wurden insgesamt 22 Hektar Rebfläche erhoben. In Deutschland findet sich der Räuschling am Abtsberg in Zell-Weierbach bei Offenburg.
Räuschling sollte nicht mit dem Kleinen Räuschling (Knipperlé) verwechselt werden.

## Synonyme
Der Räuschling ist auch unter den Namen Brauner Nürnberger, Buchelin, Divicina, Divizhna oder Divishna-vizhna, Dretsch, Drötsch, Drutsch, Dünnelbling, Erjava Tizhna, Frankentraube, Gros fendant, Großer Räuschling, Grünspat, Guay Jaune, Heinzler, Klaffer, Klöpfer, Luttenberger, Luttenbergerstock, Luttenbershna, Lyonnaise Blanche, Melon Blanc, Nürnberger Braun, Offenburger, Padebecker, Pfäffling, Pfaffentraube, Räuschling Gross, Reuschling, Rössling, Ruchelin, Rüschling, Rüssling, Silberweiß, Thunerrebe, Weißer Kläpfer, Weißer Räuschling, Zürirebe, Züriweiß, Zürichrebe und Züriwiss bekannt.